# Kanata Hongō
Kanata Hongō (jap. 本郷 奏多 Hongō Kanata; ur. 15 listopada 1990) – japoński aktor i model. 
Hongō jest członkiem Stardust Promotion, gra w filmach, serialach, również w reklamach i teledyskach. Bierze udział w sesjach zdjęciowych magazynów. Rola w filmie Prince of Tennis jako Ryōma Echizen, przyniosła mu w Japonii popularność.

## Filmografia

### Filmy
- Returner (リターナー) - 2002
- MOON CHILD (ムーンチャイルド) - 2003
- HINOKIO (ヒノキオ) - 2005
- Daiteiden no Yoru ni (大停電の夜に) - 2005
- Prince of Tennis (テニスの王子様) - 2006
- NANA2 (ナナ２) - 2006
- SILK (シルク) - 2008
- Aoi Tori (青い鳥) - 2008
- K-20: Kaijin Nijū Mensō Den (K-20 怪人二十面相・伝) - 2008
- GOTH (ゴス) - 2008

### Seriale
- X'smap ~Tora to Lion to Gonin no Otoko~ (X'smap ～虎とライオンと五人の男～) - 2004
- Aikurushii (あいくるしい) - 2005
- Kiraware Matsuko no Isshō (嫌われ松子の一生) - 2006
- Himitsu no Hanazono (ヒミツの花園) - 2007
- Seito Shokun! (生徒諸君！) - 2007
- Tantei Gakuen Q (探偵学園Q) - 2007
- Iryū Team Medical Dragon 2 (医龍 Team Medical Dragon 2) - 2007
- Seigi no Mikata (正義の味方) - 2008
- Yo ni mo Kimyō na Monogatari (世にも奇妙な物語) - 2009

### Teledyski
- THE BOOM "LOVIBE" - 2000
- YUI "Tomorrow's way" - 2005
- Tomita Lab "Zutto Yomikake no Natsu feat. CHEMISTRY" - 2005
- B'z "Eien no Tsubasa" - 2007
- GReeeeN "Namida Sora" - 2008
- The Gospellers "Sky High" - 2008

## Książki/magazyny
- Shōnen Haiyū vol.1 (少年俳優 vol.1) - 2005
- "NANA2" Novelize (「NANA2」ノベライズ) - 2006
- REAL☆G #1 - 2007
- REAL☆G #2 - 2007
- Kanata Hongō 1st photo book "Kanata." (本郷奏多ファースト写真集「かなた。」) - 2009